# Ramis recisis altius
Ramis Recisis Altius è una locuzione in lingua latina coniata dallo scrittore e poeta italiano Gabriele D'Annunzio. 

Il suo significato è che la pianta maggiormente sfrondata si innalza di più.
Il motto fu ideato per Emma Agnetti (Langhirano 1883 - Langhirano 1960) per la sua opera di carità a favore dei Reduci Combattenti.
Va comunque ricordato che quel motto era già apparso anche nel libro di Giovanni Ferro Teatro d'imprese (Venezia, Sarzina, 1623).